# Igor Żylinski
Igor Walentinowicz Żylinski, ros. Игорь Валентинович Жилинский (ur. 16 stycznia 1963 w Omsku) – radziecki i rosyjski hokeista. Trener i działacz hokejowy.

## Kariera zawodnicza
- Awangard Omsk (1980-1984)
- SKA Nowosybirsk (1984-1986)
- Awangard Omsk (1986-1988)
- Łada Togliatti (1989-1992)
- Naprzód Janów (1992/1993)
- Rubin Tiumeń (1993-1994)
- Awangard Omsk (1994-1996)

Został najlepszym strzelcem w historii macierzystego klubu, Awangard Omsk, strzelając 262 gole. Łącznie w mistrzostwach ZSRR i mistrzostwach Rosji rozegrał 747 meczów i strzelił w nich 407 goli. Występował także w lidze polskiej w klubie Naprzód Janów w sezonie: 1992/1993 (w tym czasie w Janowie występowali także inni Rosjanie: Pawieł Jezowskich, Oleg Siemiendiajew).

## Kariera trenerska i działacza
- DJuSSz Awangard Omsk (1998-1999), dyrektor
- WDW Awangard Omsk (1999), trener
- Awangard Omsk (1999-2003), trener w sztabie
- Sibir Nowosybirsk 2 (2004-2006), główny trener
- Sibir Nowosybirsk (2006-2007), trener w sztabie
- Awangard Omsk (2007-2008), trener w sztabie
- Zauralje Kurgan (2008-2009), główny trener
- Dinamo Moskwa (2009-2010), trener w sztabie
- Omskie Jastrieby (2010-2011), główny trener
- Awangard Omsk (2011-2012), skaut
- Łada Togliatti (2012-2014), menedżer generalny → główny trener
- Ariada-Akpars Wołżsk (2014), główny trener
- Batyr Nieftiekamsk (2015-2016), główny trener
- HK Homel (2016-), asystent trenera
- Jermak Angarsk (2016-2017), główny trener
- HK Riazań (2017), główny trener
- HK Riazań (2018), trener w sztabie
- Łokomotiw Orsza (2018-), główny trener

Po zakończeniu kariery zawodniczej podjął pracę trenera. Ukończył Omski Państwowy Instytut Kultury Fizycznej. Pracował w macierzystym klubie z Omska. Pracował w klubach grających w superlidze rosyjskiej, wyższej lidze, KHL, WHL oraz juniorskich MHL i MHL-B. Pracując w Dinamie Moskwa po jednym z meczów sezonu KHL (2009/2010) został hospitalizowany w poważnym stanie zdrowia w lutym 2010. 8 listopada 2011 na konferencji założycielskiej trenerów został wybrany na szefa Departamentu KHL trenerów. Był asystentem trenera kadry Rosji na Zimowej Uniwersjadzie 2013. Od czerwca 2016 asystent trenera HK Homel rozgrywkach białoruskiej ekstraligi. Od listopada 2016 do początku 2017 był głównym trenerem Jermaka Angarsk. Od wiosny do października 2017 był głównym trenerem HK Riazań. W styczniu 2018 wszedł do sztabu trenerskiego Dizela Penza. W październiku 2018 został mianowany głównym trenerem Łokomotiwa Orsza.

## Sukcesy
Zawodnicze reprezentacyjne
- Złoty medal mistrzostw Europy juniorów do lat 18: 1981
- Złoty medal zimowej uniwersjady: 1989
- Brązowy medal zimowej uniwersjady: 1991
- Złoty medal Pucharu Świata Weteranów (The World Cup 2004 Carna Hockey): 2004

Zawodnicze klubowe
- Złoty medal wyższej ligi: 1991 z Ładą Togliatti
- Brązowy medal mistrzostw Rosji: 1996 z Awangardem Omsk

Szkoleniowe reprezentacyjne
- Brązowy medal Zimowej Uniwersjady: 2013

Szkoleniowe klubowe
- Srebrny medal mistrzostw Rosji: 2001 z Awangardem Omsk
- Brązowy medal mistrzostw Rosji: 2007 z Awangardem Omsk
- Czwarte miejsce MHL-B: 2015 z Batyrem Nieftiekamsk
- Brązowy medal mistrzostw Białorusi: 2017 z HK Homel
- Złoty medal Ekstraligi B: 2019, 2020 z Łokomotiwem Orsza

Wyróżnienia
- Mistrz Sportu w Hokeju na Lodzie
- Zasłużony Trener Rosji